# Thagria bigemina
Thagria bigemina är en insektsart som beskrevs av Zhang 1990. Thagria bigemina ingår i släktet Thagria och familjen dvärgstritar. Inga underarter finns listade i Catalogue of Life.